# Республика Кипр
Респу́блика Кипр (греч. Κυπριακή Δημοκρατία [kipriaˈki ðimokraˈti.a], тур. Kıbrıs Cumhuriyeti [ˈkɯbɾɯs ˈd͡ʒumhuɾijeti]) — островное государство на Ближнем Востоке (хотя вне географических критериев может считаться частью Европы), в восточной части Средиземного моря. Член Европейского союза с 1 мая 2004 года. Единственное государство в ЕС, географически полностью находящееся за пределами Европы. 
Республика Кипр — многонациональное государство с широким этнокультурным, религиозным и национальным многообразием.
Официально территория Республики Кипр включает 97,3 % территории одноимённого острова (остальные 2,7 % занимают британские военные базы Акротири и Декелия), а также близлежащие острова Айос-Еорьос (в заливе Хрисоху), Геронисос, Глюкиотисса, Кила, Киедес, Кордилия и Мазаки. Де-факто после событий 1974 года остров разделён на четыре части: 57,9 % территории острова контролируется властями Республики Кипр (населённой в основном этническими греками), 36 % — Турецкой Республикой Северного Кипра (признанной только Турцией и населённой в основном этническими турками), 3,4 % — ООН, 2,7 % — Британскими вооружёнными силами.
Кипр является членом ЕС, Совета Европы, ОБСЕ, ВТО, Содружества наций.

## Этимология
Самое раннее письменное упоминание названия Кипра датировано XV веком до н. э., на микенском оно выглядит как 𐀓𐀠𐀪𐀍, читается ku-pi-ri-jo, и означает «киприот», записанное линейным письмом Б. Классическая греческая форма названия — греч. Κύπρος [ˈcipros].
Этимология названия неизвестна. Существуют следующие гипотезы:
- греческое слово для обозначения средиземноморского кипариса (лат. Cupressus sempervirens), греч. κυπάρισσος;
- греческое название растения хны (лат. Lawsonia alba), греч. κύπρος;
- слово этеокипрского языка для обозначения меди. Было высказано предположение, что оно имеет корни в шумерских словах для обозначения меди (zubar) или бронзы (kubar) в связи с найденными на острове крупными залежами медной руды[10].

Благодаря расположению на средиземноморских торговых путях остров дал своё название меди на классической латыни через сочетание лат. aes Cyprium — «металл Кипра», позже сократившееся до Cuprum.
Стандартным этнохоронимом для населения Кипра является «киприот».

## Географические данные

### Рельеф
Большая часть острова занята горами. Вдоль северного берега в широтном направлении тянется горная цепь Кирения. Ширина её в западной части — 15 км, к востоку она расширяется до 25—30 км. Западная часть хребта Кирения более высокая; отдельные вершины превышают 1 тыс. м. Самая высокая точка хребта — гора Акроманда (1023 м). Юго-западная половина острова занята широким горным массивом Троодос, изрезанным продольными речными долинами. Наиболее высока его северная часть, здесь находится и самая высокая точка Кипра — гора Олимбос (1951 м).

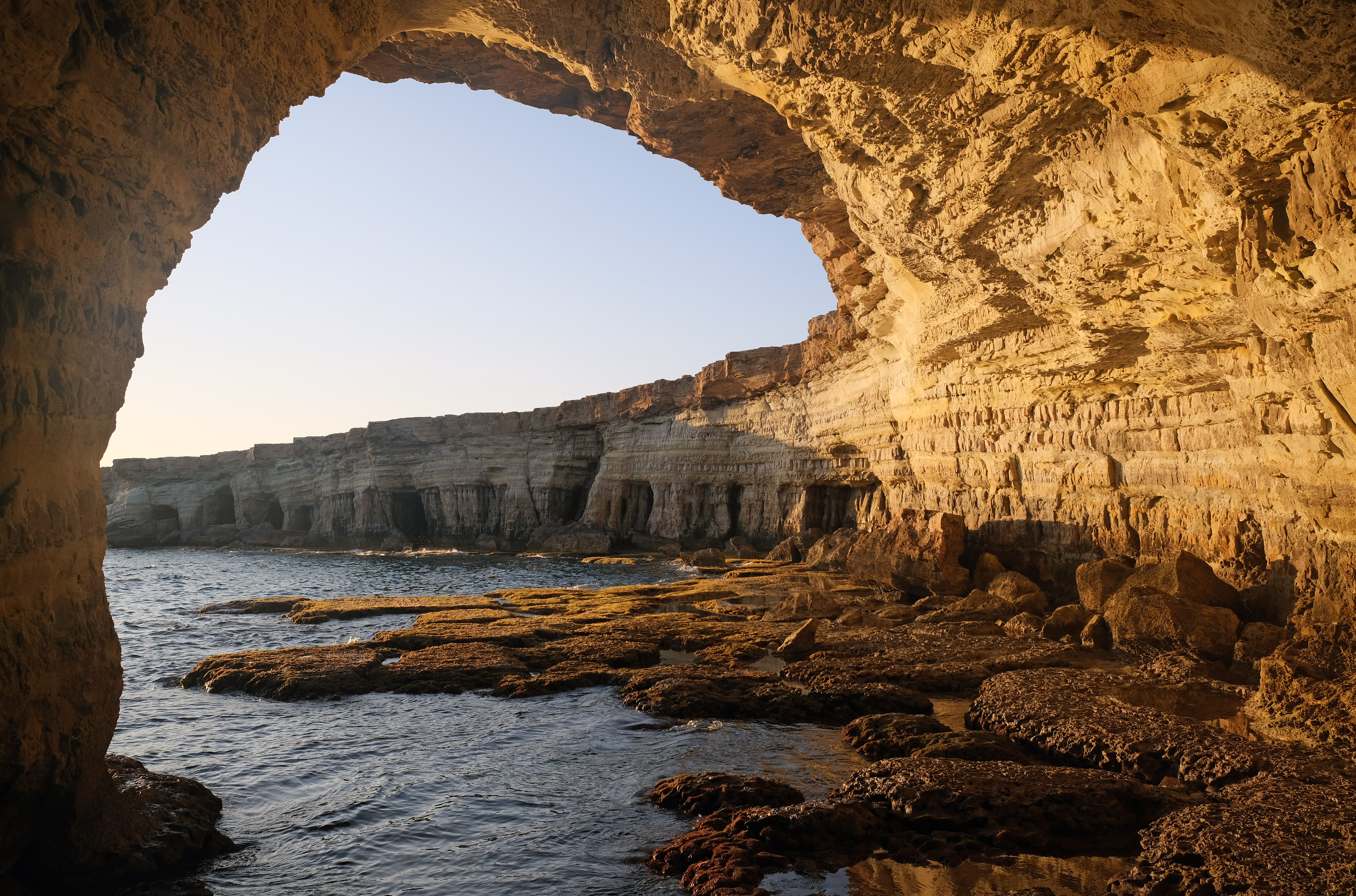
Морские пещеры на мысе Греко

Между хребтами лежит низменная, пологохолмистая равнина Месаория, орошаемая в период дождей временными потоками реки Акаки на западе и рекой Педиэос на востоке. Равнина Месаория сложена морскими отложениями, преимущественно четвертичного периода. Защищённая горами от ветров, эта равнина обладает благоприятным климатом и является житницей Кипра. Поля пшеницы и ячменя чередуются здесь с рощами олив, тутовника и апельсиновых деревьев, а на предгорьях сменяются виноградниками.
Понижаясь к востоку и юго-востоку, равнина Месаория переходит в прибрежную низменность заливов Амохостос и Ларнака. Резкие контрасты ландшафтов можно видеть на Кипре: ярко-зелёные рощи масличных и цитрусовых культур сочетаются с сухими жёлтыми предгорьями, сочные луга с пёстрым ковром цветов и рощи грецкого ореха — с дикими скалами безлесных горных вершин, лазурное побережье с белоснежными пятнами яхт — с зимним хвойным лесом и ослепительной шапкой снега гор Троодоса.
Берег преимущественно скалистый, но кое-где имеются значительные песчаные пляжи.

### Климат
Для Кипра характерен жаркий субтропический средиземноморский климат.

## История
Доисторический период Кипра начинается с момента появления на острове первых следов человека, датируемых, согласно последним данным, X тысячелетием до н. э., и заканчивается на стыке II и I тысячелетий до н. э. с началом социально-политических процессов, которые привели к созданию кипрских царств в исторический период.
История Кипра начинается с эпохи неолита, в отличие от Греции, где были найдены останки человеческого присутствия ещё в период палеолита. Приблизительно с XI века до н. э. Кипр становится неотъемлемой частью эллинистической цивилизации. Возвращавшиеся с Троянской войны ахейцы высадились на остров и начали последовательную ассимиляцию автохтонов, так называемых «этеокиприотов». С тех самых пор остров населяется греками.

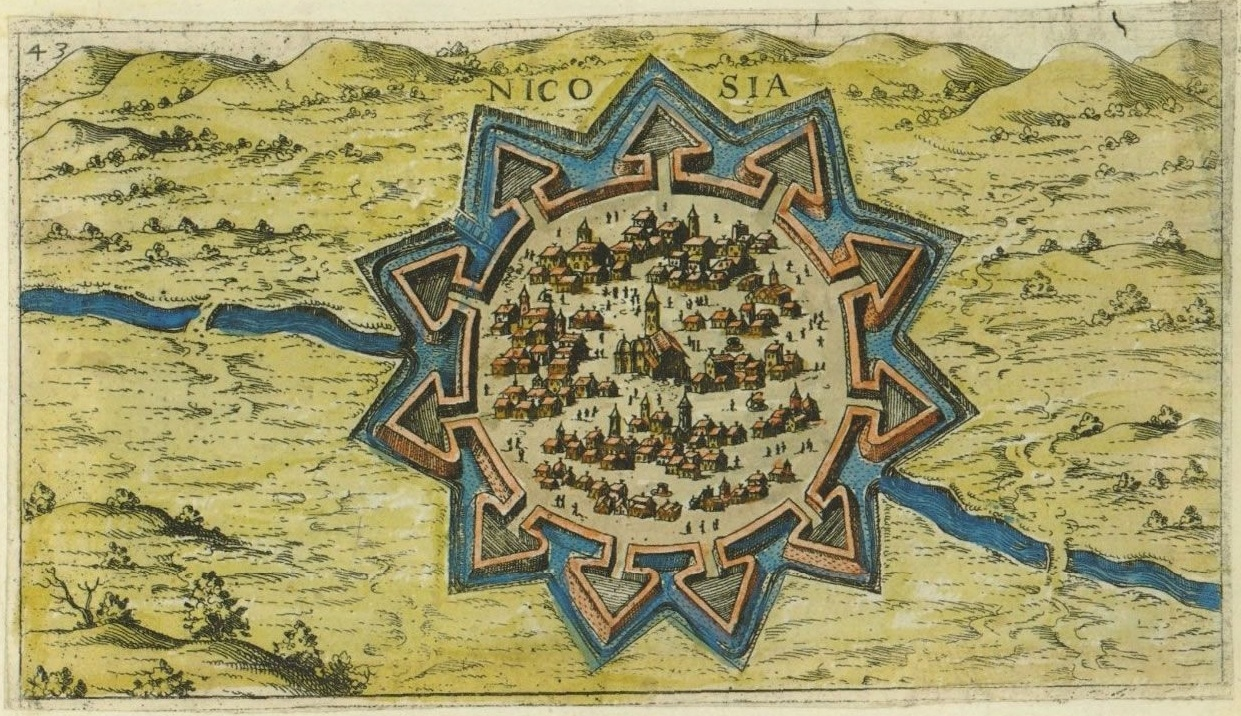
Стены Никосии были построены венецианцами для защиты города в случае нападения Османской империи

Выгодное стратегическое положение Кипра в Средиземном море способствовало тому, что он в течение всей своей истории не раз переходил из рук в руки, оставаясь на периферии различных империй. Был завоёван Александром Македонским, и в 331 году до н. э. правители Кипра признали его власть. В III веке до н. э. Кипр вошёл в состав державы Птолемеев, в которой периодически пользовался существенной автономией, выделяясь в отдельное царство. В 58 году до н. э. Кипр стал римской провинцией, однако в 48 году до н. э. Цезарь вернул его Птолемеям. После победы Октавиана Августа над Антонием (31 год до н. э.) Кипр окончательно вошёл в состав Римской империи, а после её разделения на Восточную и Западную в 395 году — в состав Восточной (Византии). В 965 году была создана фема Кипр.
В 1191 году английский король Ричард Львиное Сердце завоевал Кипр по дороге в Святую Землю; но поскольку Кипр был ему не очень нужен, а деньги нужны, он вскоре продал его знатной фамилии Лузиньянов, которые основали королевскую династию, правившую Кипром около 300 лет. Таким образом, Кипр стал Кипрским королевством.
В 1489 году последняя королева Кипра, знатная венецианка Катерина Корнаро подарила остров своей родине, и около ста лет Кипр принадлежал Венецианской республике (к этому периоду, между прочим, относится действие трагедии Шекспира «Отелло, венецианский мавр»; в Фамагусте даже сохранился замок Отелло, где якобы была убита Дездемона).
В 1570—1571 годах Кипр завоёвывают турки-османы, которые владеют им 300 лет. В 1878 году Кипр становится английским, вначале де-факто, при номинальном суверенитете Османской империи, а после Первой мировой войны — уже и юридически.
В результате многолетней национально-освободительной борьбы в 1960 году, в ходе распада колониальных империй, остров получил независимость, вскоре став ареной столкновений между греческой и турецкой общинами. Англичане вплоть до нынешнего времени сохраняют за собой на острове военные базы Акротири и Декелия. Первым президентом Кипра был избран архиепископ Кипрский Макариос III.
Трения между киприотами-греками и киприотами-турками сразу же приобрели такой острый характер, что уже в 1964 году в Никосию были введены миротворческие силы ООН. В 1974 году столкновения превращаются в открытую войну, осложнённую вмешательством Греции и Турции. Сторонники энозиса (присоединения острова к Греции) при поддержке режима «чёрных полковников» из Греции совершили военный переворот, в ответ на который Турция тут же высадила на Кипр свои войска, мотивируя это необходимостью защиты турок. Предполагалось[кем?] оккупировать около 30 % острова, поскольку именно столько турок жило на острове по турецким данным (греки дают цифру примерно вдвое ниже). Фактически было оккупировано несколько больше[сколько?]; турецкая армия дошла до английских баз, и там остановилась. Остров был фактически разделён на греческую и турецкую части.
Памятники героям войны 1974 года в большом количестве стоят как в северной, так и в южной части острова. На оккупированной турками территории в 1978 году была провозглашена Турецкая Республика Северного Кипра, признанная только Турцией.
В апреле 2004 года в обеих кипрских республиках прошли референдумы об объединении в единое государство. Предложенный план объединения острова был назван по имени своего автора — генерального секретаря ООН Кофи Аннана. В то время как 65 % участвовавших в референдуме граждан ТРСК поддержали план Аннана, 75 % греков-киприотов план отвергли.
В 2004 году Республика Кипр вступила в Евросоюз, в 2008 году — в зону евро.

## Население
| 1960       | 1961       | 1962       | 1963       | 1964       | 1965       | 1966       | 1967     | 1968       | 1969       | 1970       | 1971       |
| ---------- | ---------- | ---------- | ---------- | ---------- | ---------- | ---------- | -------- | ---------- | ---------- | ---------- | ---------- |
| 572 929    | ↗576 395   | ↗577 691   | ↗577 912   | ↗578 629   | ↗580 971   | ↗585 311   | ↗591 304 | ↗598 491   | ↗606 117   | ↗613 619   | ↗620 860   |
| 1972       | 1973       | 1974       | 1975       | 1976       | 1977       | 1978       | 1979     | 1980       | 1981       | 1982       | 1983       |
| ↗628 000   | ↗635 109   | ↗642 335   | ↗649 755   | ↗657 526   | ↗665 528   | ↗673 252   | ↗680 013 | ↗685 406   | ↗689 173   | ↗691 711   | ↗694 074   |
| 1984       | 1985       | 1986       | 1987       | 1988       | 1989       | 1990       | 1991     | 1992       | 1993       | 1994       | 1995       |
| ↗697 717   | ↗703 693   | ↗712 340   | ↗723 380   | ↗736 477   | ↗751 047   | ↗766 611   | ↗783 138 | ↗800 660   | ↗818 814   | ↗837 166   | ↗855 389   |
| 1996       | 1997       | 1998       | 1999       | 2000       | 2001       | 2002       | 2003     | 2004       | 2005       | 2006       | 2007       |
| ↗873 246   | ↗890 733   | ↗908 040   | ↗925 491   | ↗943 287   | ↗961 481   | ↗979 877   | ↗998 142 | ↗1 015 820 | ↗1 032 586 | ↗1 048 314 | ↗1 063 095 |
| 2008       | 2009       | 2010       | 2011       | 2012       | 2013       | 2023       |          |            |            |            |            |
| ↗1 077 089 | ↗1 090 553 | ↗1 103 685 | ↗1 116 513 | ↗1 128 994 | ↗1 141 166 | ↗1 344 976 |          |            |            |            |            |

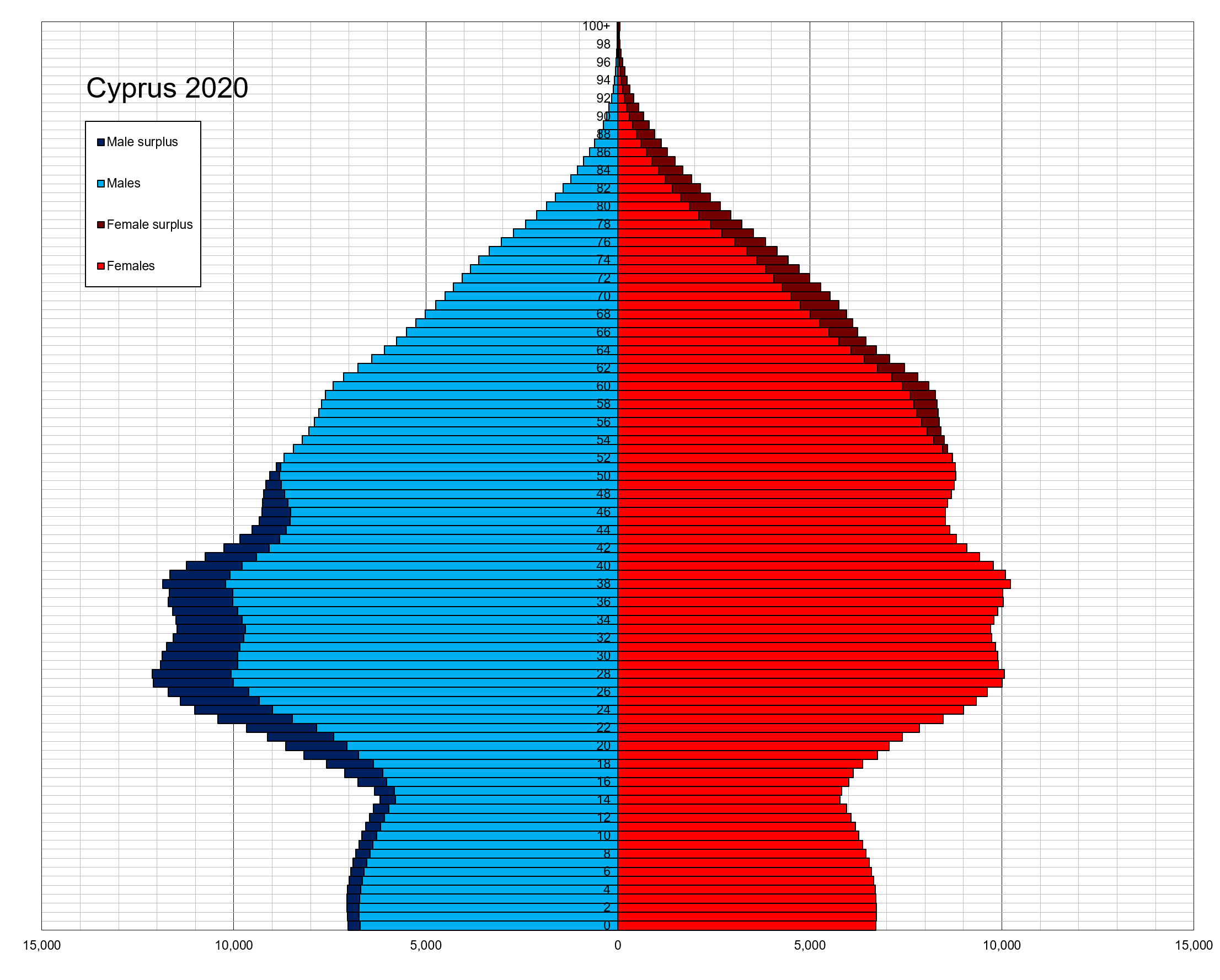
Возрастно-половая пирамида населения Кипра на 2020 год

После разделения подавляющее большинство греков-киприотов живёт на юге, а турки-киприоты — на севере. Общее население составляет около 800 тыс. человек, из которых 300 тысяч — турки. Также на Кипре проживают 17 тысяч англичан, не менее 40 тысяч русских (по информации посла Российской Федерации). После войны 1974 года около 180 тысяч греческих киприотов бежали или были насильно переселены на юг. Около 42 тысяч турецких киприотов также бежали или были насильно переселены на север. И только в городе Пила округа Ларнака при назначенной ООН администрации проживают обе группы населения.
Численность населения, находящегося под контролем Республики Кипр, по данным конца 2011 года, достигала 838 897 человек, многие из которых (21,4 %) являются иностранными гражданами. С 2014 года иностранным инвесторам предоставили право на получение гражданства Кипра благодаря внесению правительством законодательной поправки и созданию специальной государственной программы.
По состоянию на 2019 год, по оценкам ООН, в Республике Кипр проживало 191 922 иммигранта, или 16 % населения страны.

### Религия
Большинство населения Кипра — этнические греки — исповедует православное христианство, этнические турки — ислам.
Кипрская православная церковь имеет статус квази-государственного учреждения и играет заметную роль в общественно-политической жизни страны; предстоятель Кипрской Церкви — Архиепископ Новой Юстинианы и всего Кипра. Помимо храмов (более 500), имеющихся почти в каждой деревне, церковь обладает на Кипре 9 монастырями, которым принадлежат значительные и наиболее плодородные земли острова, имеющие круглогодичное искусственное орошение, и другая крупная собственность.
Представлены католическая, маронитская церкви, а также иудаизм и другие вероисповедания.
Конституция 1960 года (Статья 19) постановляет, что каждый человек имеет право свободы слова, совести и религии. Все религии являются равными перед законом и ни один законодательный, исполнительный или административный акт Республики не может дискриминировать какой-либо религиозный институт или религиозную организацию. Каждый человек имеет право на свободу вероисповедания, он может изучать свою религию индивидуально или коллективно. Единственные действующие ограничения такой свободы определены в конституции Республики и контролируют безопасность Республики и её граждан. Все эти постановления указывают на то, что на острове нет официально признанной религии. Они также гарантируют защиту прав двух религиозных групп, которые составляют меньшую часть населения (католики, и марониты).

## Политическая система

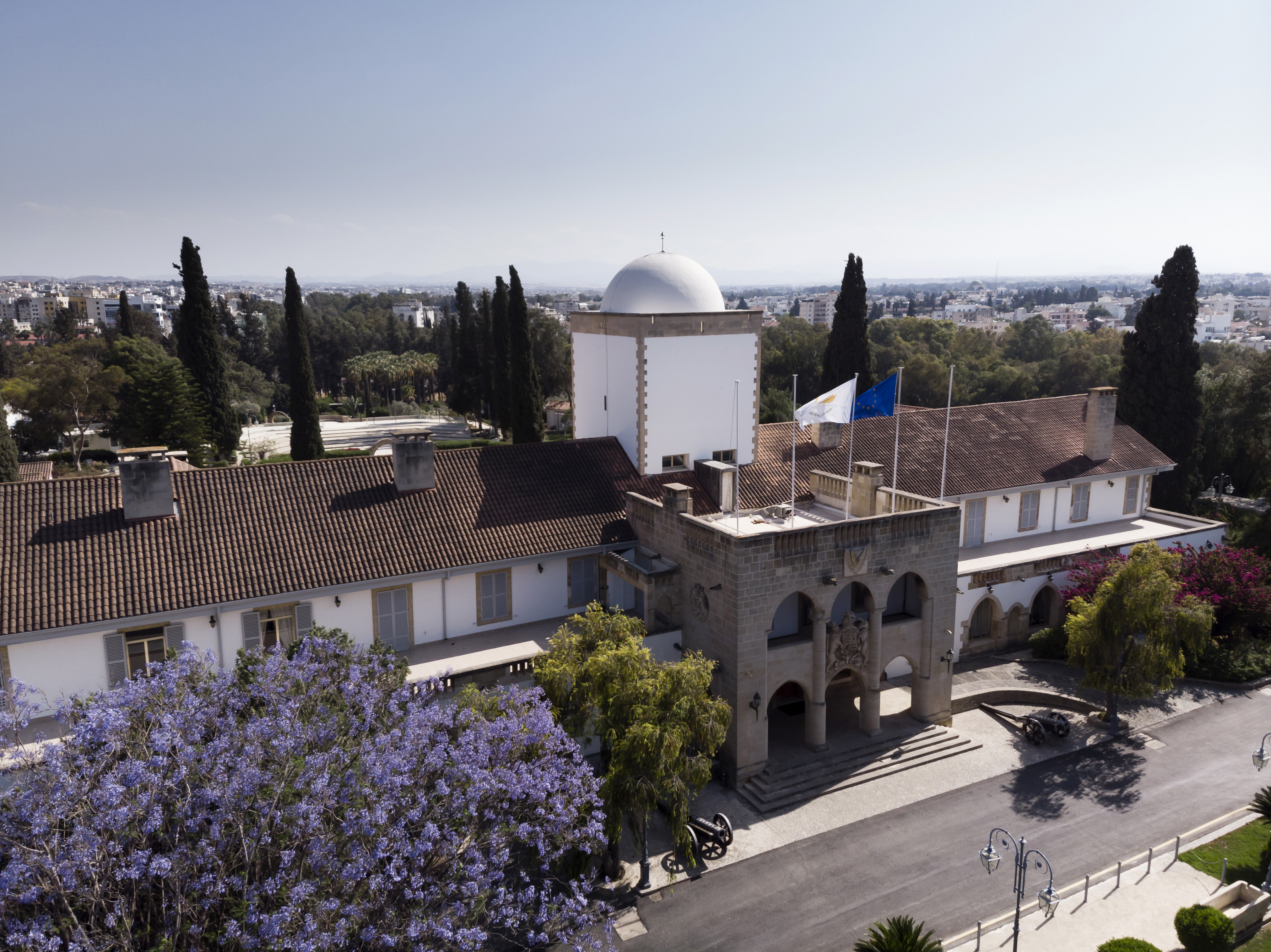
Президентский дворец, Никосия

После получения независимости Кипр стал одним из основателей Движения неприсоединения, несмотря на то, что все три державы-гаранта (Британия, Греция и Турция) были членами НАТО. В 2004 Кипр вышел из Движения неприсоединения, с тем, чтобы вступить в Евросоюз, однако сохранил особый статус наблюдателя в этой организации.

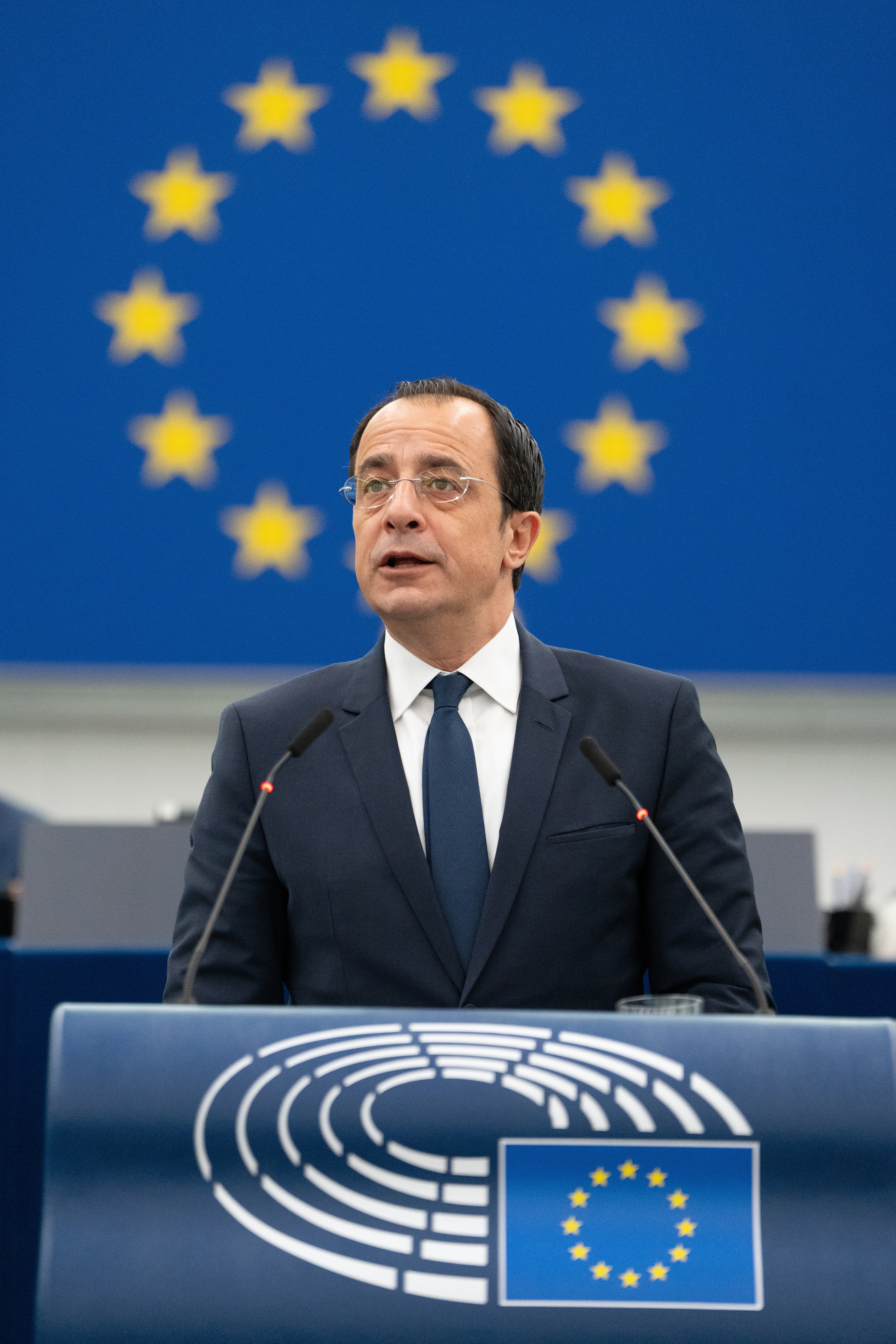
Никос Христодулидес — Президент Республики Кипр с 28 февраля 2023

Конституция 1960 года представляла президентскую республику с разделением властей на исполнительную, законодательную и судебную, и квоты для защиты интересов этнических турок. Президент и вице-президент избирались, соответственно, греческой и турецкой общинами на пятилетний срок, и имели право вето по определённым инициативам законодательной и исполнительной властей.
Палата представителей избиралась на основе раздельного учёта голосов по обеим общинам. С 1965 места турецкой общины оставались незанятыми. В настоящее время Палата представителей включает 56 депутатов. Ещё три места в парламенте закреплено за национальными и религиозными меньшинствами — армянами, католиками и маронитами.
После раскола острова Турецкая Республика Северного Кипра возглавляется собственными Президентом и Премьер-министром, ответственными перед Национальной Ассамблеей.
Высшая судебная инстанция — Верховный Суд Республики (греч. Ανώτατο Δικαστήριο της Δημοκρατίας), суды апелляционной инстанции — уголовные суды (греч. Κακουργιοδικεία), суды первой инстанции — районные суды (греч. Επαρχιακά Δικαστήρια).

### Административно-территориальное деление
Республика Кипр разделяется на 6 районов (греч. επαρχίες; тур. Bölgesi).
- Никосия (греч. Λευκωσία; Лефкосия, тур. Lefkoşa) — частично управляется Турецкой Республикой Северного Кипра
- Кириния (греч. Κερύvεια, тур. Girne) — полностью управляется Турецкой Республикой Северного Кипра
- Ларнака (греч. Λάρνακα, тур. Larnaka) — небольшая часть управляется Турецкой Республикой Северного Кипра
- Лимасол (греч. Λεμεσός; Лемесос)
- Пафос (греч. Πάφος, тур. Baf)
- Фамагуста (греч. Αμμόχωστος; Амохостос; тур. Gazimağusa; Газимагуша) — бо́льшая (северная) часть управляется Турецкой Республикой Северного Кипра

Районы делятся на муниципалитеты и общины. Представительные органы муниципалитетов — муниципальные советы (греч. Δημοτικά Συμβούλια), представительные органы общин — общинные советы (Συμβούλιαгреч. Κοινοτικά Συμβούλια).

### Анклавы и эксклавы
На Кипре насчитывается четыре эксклава, принадлежащие британским суверенным базам Акротири и Декелия.

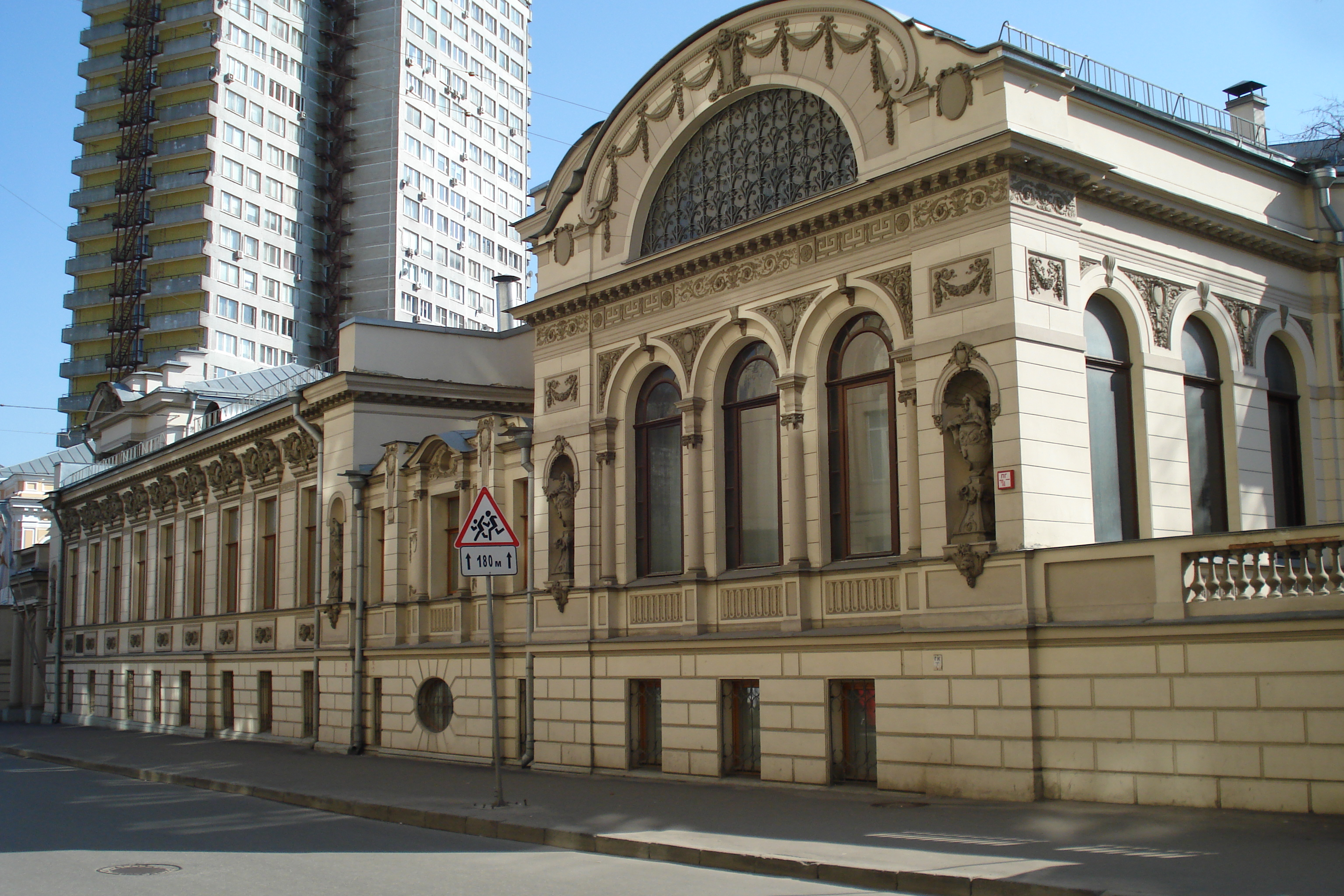
Посольство Республики Кипр в Москве

Между кипрским и турецким секторами находится буферная зона ООН, которая де-факто (но не де-юре) также является эксклавом.

### Внешняя политика
Дипломатические отношения с Советским Союзом установлены в августе 1960 года. 7 апреля 1992 года Республика Кипр признала Российскую Федерацию правопреемником СССР.
Посольство России находятся в городе Никосия, консульство расположено в Ларнаке. Посольство Республики Кипр в России находится в Москве, консульство в Санкт-Петербурге.

## Международный статус

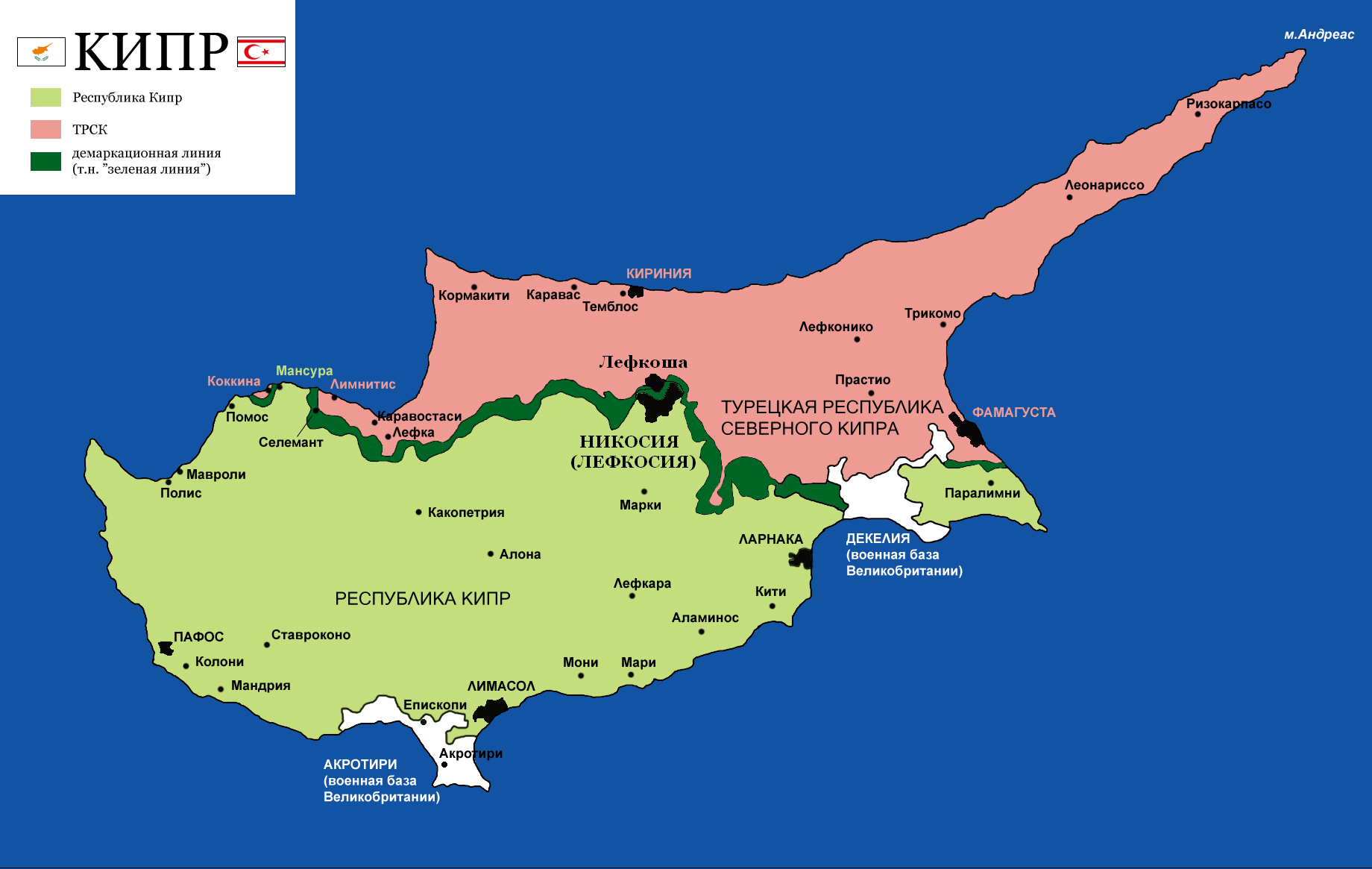
Карта Кипра

Республика Кипр признана международным сообществом (за исключением Турции) в качестве суверенного государства. Власти ТРСК отвергают суверенитет Республики Кипр над всей территорией острова и называют её «греческие власти Южного Кипра». Соответственно, Республика Кипр и международное сообщество, за исключением Турции, не признают ТРСК и обозначают её как «территории, оккупированные турецкими войсками».

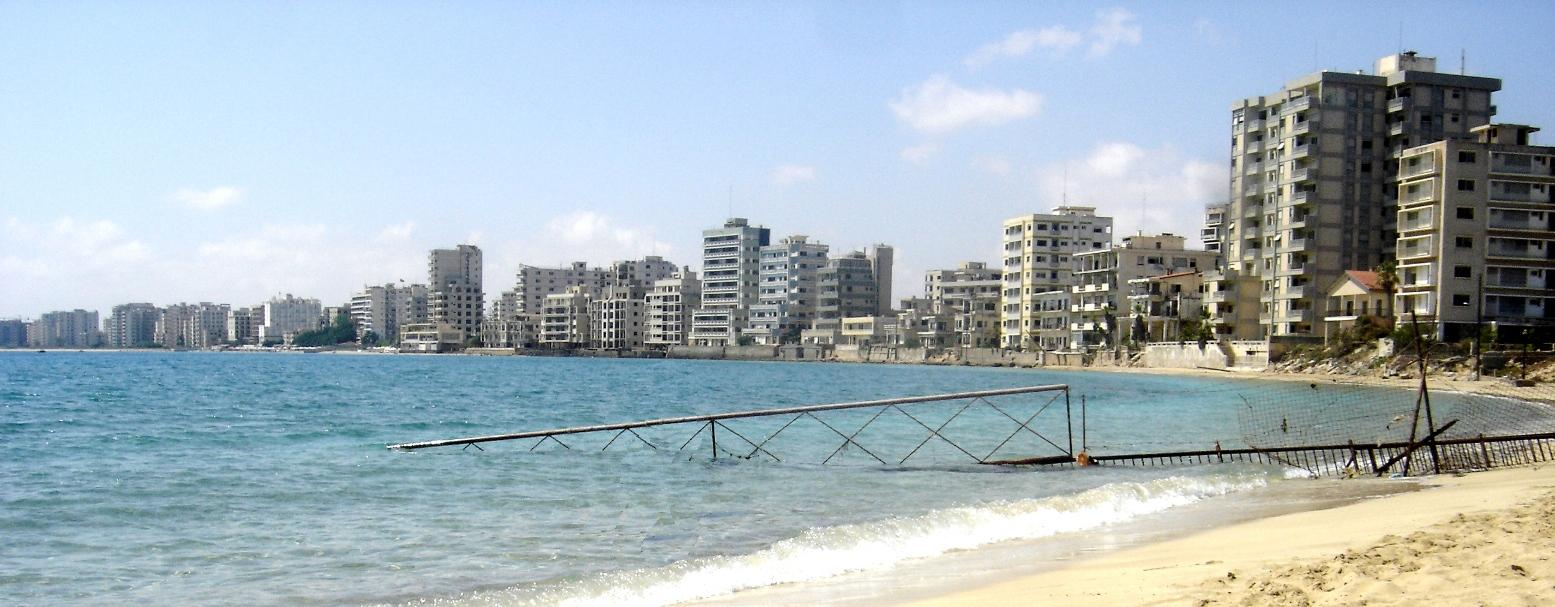
Вароша (Мараш), пригород Фамагусты, был заброшен, когда его жители бежали в 1974 году, и остается под контролем турецких военных.

Турция, в свою очередь, не признаёт существование Республики Кипр. 10 ноября 2013 года премьер-министр Турции Тайип Эрдоган во время визита в Польшу, помимо прочего, заявил: «Не существует страны, которая называется Кипр. Есть местная администрация на юге Кипра. Но есть также северный Кипр и „зелёная линия“ между ними».
С 1 мая 2004 года Кипр входит в Европейский союз, но не входит в Шенгенскую зону. Согласно протоколу о вступлении в Евросоюз, правовая система Евросоюза распространяется только на районы, находящиеся под эффективным контролем Республики Кипр.
1 января 2008 года Кипр вошёл в зону евро, кипрская национальная валюта — кипрский фунт — была заменена на евро.
Республика Кипр, с приходом к власти Никоса Анастасиадиса, планирует присоединиться к НАТО.
Турецкий сектор обозначается на картах как «территория, недоступная в связи с турецкой оккупацией», то же на карте северной части города Никосия. Названия городов Северного Кипра даны по состоянию на 1974 год, дорожные указатели на эти города отсутствуют.
Недвижимость, в том числе и земельные участки, расположенная на Северном Кипре, и принадлежавшая до 1974 года этническим грекам, продолжает считаться их собственностью. Покупка такой недвижимости может считаться легальной в Турецкой Республике Северного Кипра, но власти греческого сектора могут расценить такой шаг как скупку краденого. Подобные решения принимались и в отношении квартир и зданий, построенных после 1974 года.
Формально под суверенитетом Республики Кипр находится 98 % территории острова, за вычетом английских военных баз. Де-факто 38 % территории занимает непризнанная Турецкая Республика Северного Кипра. Движение между двумя частями острова свободное, при наличии паспорта и легальной визы Республики Кипр. Виза непризнанной Турецкой Республики Северного Кипра выдаётся при въезде. Действие страховок по законодательству Республики Кипр может не распространяться на турецкую территорию. При возвращении с северной части острова может быть проведён таможенный досмотр. Так как ставки НДС в ТРСК ниже и соответственно, цены на турецкой территории существенно ниже, ввоз товаров с неё ограничивается.
Лицам с гостевой визой запрещается вести трудовую деятельность. Разрешение на работу должно быть получено до прибытия в Республику Кипр.

### Референдум об объединении острова
В апреле 2004 года в обеих кипрских республиках прошли референдумы об объединении в единое государство. Предложенный план объединения острова был назван по имени своего автора — генерального секретаря ООН Кофи Аннана. 65 % участвовавших в референдуме граждан ТРСК поддержали план Аннана, 75 % греков-киприотов план отвергли.

### Решение Европейского суда по правам человека
Европейский суд по правам человека 12 мая 2014 года постановил, что Турция должна выплатить Кипру 30 миллионов евро за моральный ущерб, нанесённый родственникам арестованных турецкими оккупационными властями и пропавших затем без вести греков киприотов, и 60 миллионов евро за моральный ущерб блокированному на полуострове Карпасия греческому населению.
Тем самым Европейский суд, в очередной раз подтверждает, что он признаёт только одну государственную формацию на острове, Республику Кипр, часть территории которой оккупирована Турцией.
Турецкая пресса встретила новость заголовками «Головная боль для Анкары?».
Министр иностранных дел Турции, Ахмет Давутоглу заявил, что его страна не намерена исполнять решение Европейского суда по правам человека.

### Членство в международных организациях
Республика Кипр входит в следующие организации:
- Австралийская группа по мониторингу химического и биологического оружия,
- Содружество наций,
- Совет Европы,
- программа Общей Политики в области иностранных дел и безопасности Евросоюза,
- Европейский банк реконструкции и развития,
- Европейский Инвестиционный банк,
- Европейский союз,
- Продовольственная и сельскохозяйственная организация ООН (ФАО),
- Международное агентство по атомной энергии (МАГАТЭ),
- Международная организация гражданской авиации,
- Международная Коммерческая Палата,
- Международный уголовный суд,
- Международная метеорологическая организация,
- Международный валютный фонд,
- Международная Гидрографическая Организация,
- Международная организация труда,
- Международная финансовая корпорация,
- Международный фонд развития сельского хозяйства,
- Международная ассоциация развития,
- Международная конфедерация профсоюзов,
- Интерпол,
- Multilateral Investment Guarantee Agency (MIGA),
- Международный союз электросвязи,
- Движение неприсоединения,
- Межпарламентский союз (Inter-Parliamentary Union),
- Международная организация миграции,
- Nuclear Suppliers Group,
- Международный олимпийский комитет,
- Permanent Court of Arbitration,
- Организация по запрещению химического оружия,
- ОБСЕ,
- ООН,
- ЮНИДО (организация ООН по индустриальному развитию),
- Управление Верховного комиссара ООН по делам беженцев,
- Организация Объединённых Наций по вопросам образования, науки и культуры (ЮНЕСКО),
- Конференция ООН по торговле и развитию (UNCTAD),
- Всемирная федерация профсоюзов,
- Всемирная организация интеллектуальной собственности,
- Всемирная метеорологическая организация,
- Всемирная организация здравоохранения,
- Мировая Конфедерация Труда,
- Всемирная таможенная организация,
- Всемирная туристская организация,
- Всемирный почтовый союз,
- ВТО.

## Вооружённые силы

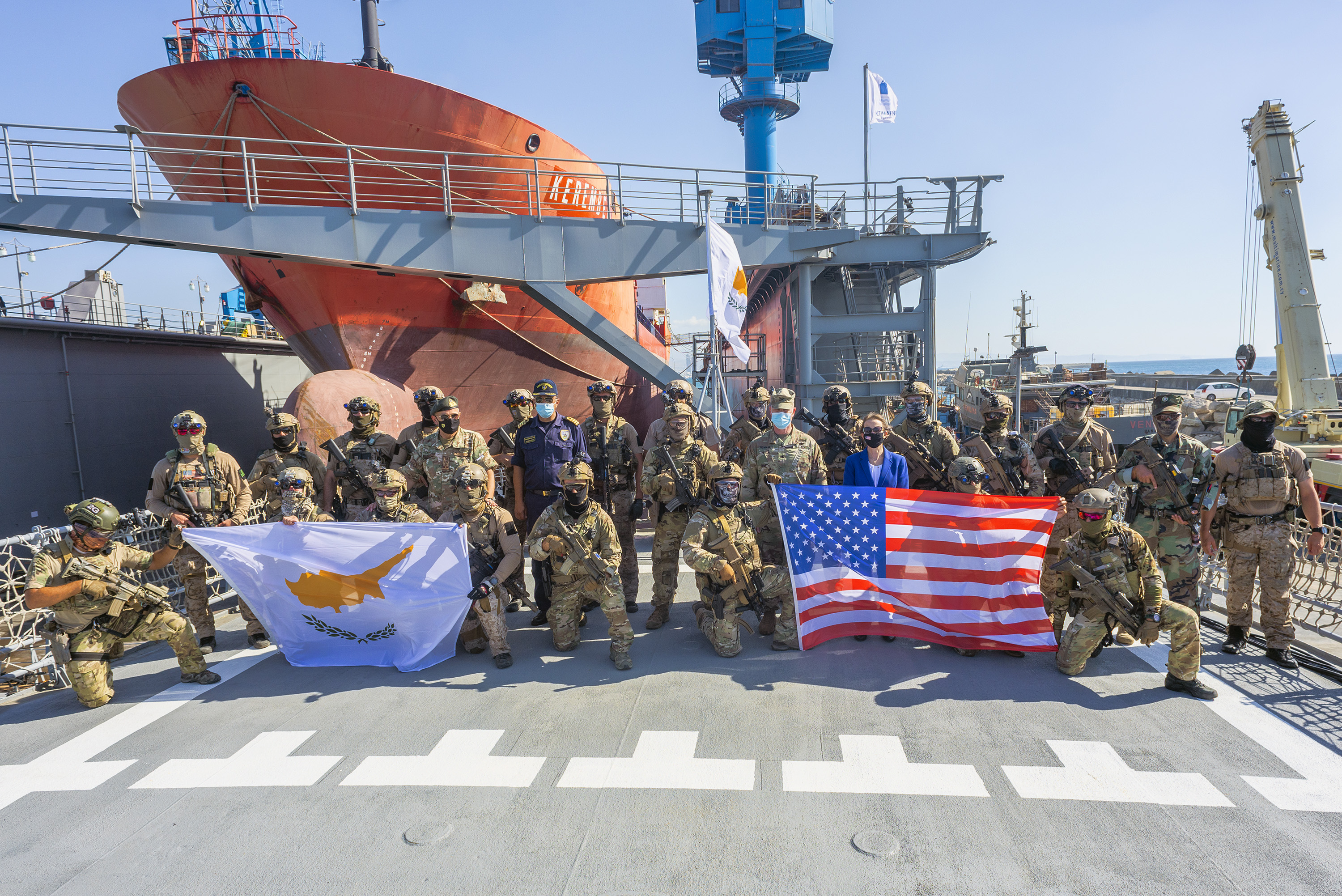
Кипрские и американские «морские котики» после совместных учений двух подразделений на Кипре.

Основой Вооружённых Сил Республики Кипр является Национальная гвардия (греч. Εθνική Φρουρά), основанная в 1964 году, и включающая сухопутный (СВ), морской (ВМС) и воздушный (ВВС) компоненты. Общая численность Национальной гвардии — около 14 тыс. чел.
Сухопутные войска Национальной гвардии Республики Кипр включают 1 и 2 пехотные дивизии, 3 и 4 отдельные пехотные бригады, 20 отдельную бронетанковую бригаду, отдельную бригаду «Коммандос», командование полевой артиллерии, части и подразделения центрального подчинения.
Воздушный компонент включает 449 и 450 вертолётные эскадрильи, учебную авиационную эскадрилью, отдельный дивизион ЗУР, два дивизиона ПВО, батарею ЗРК. (подробнее см. Военно-воздушные силы Кипра)
Военно-морские силы включают военно-морскую базу (н. п. Зиги) и имеют на вооружении несколько патрульных катеров (подробнее см. Военно-морские силы и Морская полиция Кипра).
Кроме того, на основании «Договора о гарантиях безопасности Республики Кипр» 1960 года Греция содержит на территории Республики Кипр свои войска (ЭЛДИК — греч. ΕΛ.ΔΥ.Κ., от Ελληνική Δύναμη Κύπρου) численностью свыше 2 тыс. чел.
Основные поставщики вооружения и военной техники — Греция, Россия и Франция. США и Великобритания наложили эмбарго на поставку вооружений из-за нерешённости кипрского вопроса.
Личный состав набирается по призыву из числа мужчин в возрасте от 18 лет, продолжительность срочной службы составляет 14 месяца (до 2016 года срок службы по призыву составлял 24 месяца), и обязательна для лиц, чьим отцом является грек-киприот. Для религиозных меньшинств (армяне, католики, христиане-марониты) призыв необязателен. Турки призыву не подлежат.

## Экономика
Преимущества: туризм даёт 20 % ВВП. Промышленность и сфера услуг для соседних восточных стран. Член ЕС.
Слабые стороны: требование более строгого контроля и действий против утечек капиталов и налогов. Ограниченная либерализация.
На экономику Кипра сильно влияет раздел острова на греческий сектор (Республика Кипр) и турецкий (самопровозглашённая Турецкая Республика Северного Кипра).
Экономика греческого сектора процветает, однако сильно зависит от внешних рисков. Коэффициенты прироста в 1990-х годах отражают зависимость острова от колебаний количества туристов, и изменений экономических условий в Западной Европе. В январе 2008 года остров вошёл в Еврозону, и его монетарная политика будет диктоваться Европейским центральным банком.
Турецкий сектор представляет одну пятую населения и одну седьмую ВНП, по сравнению с греческой частью острова. В связи с тем, что он признан только Турцией, Северный Кипр испытывает трудности с международным финансированием, и иностранные фирмы обычно избегают инвестиций в него. Половина рабочей силы занята в сельском хозяйстве, на государственной и военной службе. В обороте северной части острова находится турецкая лира. Турция также предоставляет прямую и косвенную помощь туризму, образованию, промышленности и др.
Республика Кипр частично свои проблемы в экономике и финансовой сфере решает за счёт предоставления иностранным инвесторам права на получение гражданства Кипра в соответствии с созданной правительством специальной государственной программой.
В обоих секторах существует проблема обеспечения водой, планируется строительство опреснительных станций.
Промышленность в основном представлена отраслями, ориентированными на экспорт — швейной, трикотажной, обувной, табачной. К основным её направлениям также относятся: производство продуктов питания, напитков, изделий из кожи, металлоизделий, продуктов химии и изделий из пластика.
Пищевая и пищевкусовая отрасль производит мясные и молочные продукты, оливковое масло и другие растительные масла, мучные и кондитерские изделия, соки, различные овощные консервы, безалкогольные напитки, натуральные виноградные вина, пиво, сигареты; текстильные и трикотажные изделия, моющие средства, парфюмерию и косметические средства, медикаменты, красители, стекло, картон, резиновые изделия и многое другое.
На острове есть предприятия добывающей промышленности: ведётся добыча меди, хрома, асбеста, пиритов. Имеются также месторождения мрамора и гипса. В обрабатывающей промышленности (преобладают мелкие предприятия) используются современные методы организации и управления, производится качественная продукция, которая пользуется спросом не только на внутреннем рынке, но и на внешних рынках. Наиболее развита пищевая отрасль: виноделие, изготовление оливкового масла, производство фруктовых и овощных консервов. Имеются предприятия химической, цементной, мебельной, табачной, текстильной и кожевенно-обувной промышленности, налажено производство отдельных видов сельскохозяйственной техники. Работает нефтеперерабатывающий завод.
В Республике Кипр не было минимального размера оплаты труда. Впервые он был введен 1 января 2023 года. С 1 января 2023 года минимальный размер оплаты труда составляет 940 евро (брутто) и 837,07 евро (нетто) в месяц, а в первые шесть месяцев работы 885 евро (брутто) и 788,09 (нетто) в месяц. Средний размер брутто-зарплаты (до уплаты налогов) в Республике Кипр в первом квартале 2023 года составил € 2217. Средний размер нетто-зарплаты (после вычета налогов) в Республике Кипр в первом квартале 2023 года составил € 1904,41. С 1 января 2024 года минимальный размер оплаты труда составляет 1000 евро (брутто) и 890,50 евро (нетто) в месяц, а в первые шесть месяцев работы 900 евро (брутто) и 801,45 (нетто) в месяц.

### Валюта

Кипр является частью еврозоны и единого рынка ЕС

Национальной валютой до 1 января 2008 года являлся кипрский фунт (CYP). 1 CYP был примерно равен 2 долларам США, и делился на 100 центов. Банкноты имели надписи на трёх языках — английском, греческом и турецком.
Эквивалентом слова «фунт» (pound) является «лира», на Кипре обычно употребляемое в турецком языке.
Фунт был учреждён в 1879 году, и до 1960 года равнялся британскому фунту стерлингов. Так же, как и фунт стерлингов, он разделялся на 20 шиллингов. Однако, в отличие от фунта стерлингов, шиллинг разделялся на 9 пиастров (курушей), что устанавливало связь с предшествующей валютой, турецкой лирой, которая также разделялась на куруши. По образцу турецкой лиры пиастры (куруши) разделялись на 40 пара. Пара никогда не использовались в монетах или банкнотах, но указывались на почтовых марках.
Были введены монеты в ¼, ½ и 1 пиастр. Монета в четверть пиастра была названа греками-киприотами декара (от дека — «десять»), так как равнялась десяти пара, ½ пиастра — икосара («икоси» — двадцать). Также выпускались монеты в 3, 4½, 9, 18 пиастров, 1 и 2 шиллинга.
В 1955 году Кипр ввёл десятичную систему, разделив фунт на 1000 миллей («тысячных»). Монета в 5 миллей получила название «пиастра» (примерный аналог), а в 50 миллей — «шиллинга» (точный аналог). В 1983 году было дополнительно введено деление на 100 центов («сотых»). Наименьшей монетой осталась 5 миллей, переименованная в ½ цента, и впоследствии отменённая.

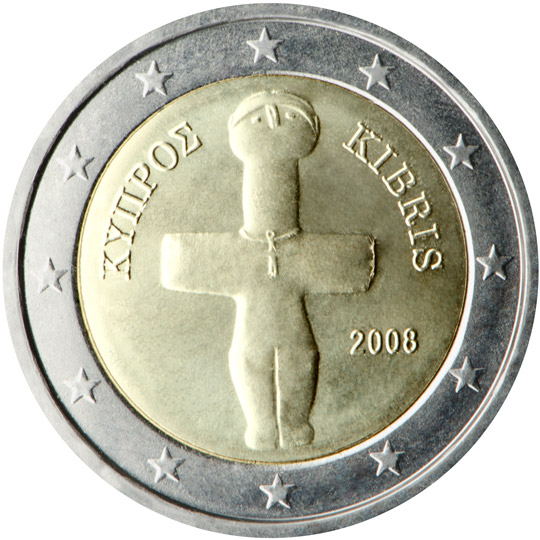
Евро монета Кипра с изображением помосского идола

С 1 января 2008 года осуществлён переход на евро по фиксированному курсу 0,585274 CYP за евро. Решение об этом принято Еврокомиссией 16 мая 2007 года (вместе с Мальтой), подтверждено Европарламентом 20 июня 2007 года, и лидерами Евросоюза 21 июня 2007 года. Курс обмена определён на совещании министров финансов Евросоюза 10 июля 2007 года.
Фунты оставались в легальном обращении (при уплате наличными) до 31 января 2008 года. Банкноты принимались банковскими учреждениями до 30 июня 2008 года.
Полный обмен валюты завершился 31 декабря 2009 (монет) и 31 декабря 2017 (банкнот).
Крупнейший банк Кипра — Bank of Cyprus.

### Офшорный сектор
Действовавший с 1 января 1977 года офшорный режим для компаний международного бизнеса (англ. International Business Companies) прекратился с 1 мая 2004 года (с момента вступления Республики Кипр в ЕС). Офшорный режим Кипра предполагал применение ставки корпорационного налога 4,25 % для компаний, которые не вели деятельности на территории Республики. В настоящее время компании международного бизнеса не существуют (они либо были ликвидированы, либо были перерегистрированы в течение 2004—2005 годов). Законом «О подоходном налоге» 2002 года для всех видов компаний предусмотрена общая ставка корпорационного налога в размере 12,5 % (ставка действует с 1 января 2013 года). Предусмотрено существование резидентных и нерезидентных компаний.
Налоговым резидентом Кипра признаётся компания, руководство которой находится на Кипре, а также эффективное управление которой происходит на Кипре (достаточно, чтобы большое количество директоров, например 2 из 3 являлись налоговыми резидентами Кипра, а лучше и гражданами, а также, чтобы все встречи совета директоров и принятия решений по сделкам и др. принимались на Кипре). Налоговым резидентом — физическим лицом признаётся лицо, находящееся на Кипре более 183 дней. Между Российской Федерацией и Республикой Кипр в 1998 году подписано Соглашение об избежании двойного налогообложения, в которое были внесены существенные изменения Протоколом от 7 октября 2010 года.
Кипр является одной из самых популярных холдинговых юрисдикций и юрисдикций, применяемых в международном налоговом планировании. Помимо низкой ставки корпоративного налога в ЕС, от уплаты налога освобождаются доходы от продажи ценных бумаг, проценты и получаемые дивиденды. Не взимается налог у источника на выплачиваемые за рубеж проценты, дивиденды и роялти. Кипр имеет широчайшую сеть договоров об избежании двойного налогообложения, в том числе с Россией и иными странами СНГ.
Наиболее популярной и распространённой формой является частная компания с ответственностью, ограниченной акциями (private company limited by shares). При этом чаще всего кипрские компании используются как холдинги, финансовые компании группы, инвестиционные компании, международные торговые компании, лизинговые компании, компании в схемах с роялти.
Объём накопленных инвестиций, поступивших в Россию с Кипра и ещё в большей части через Кипр, к 2008 г. составил более 40 миллиардов долларов США (из общего объёма примерно в 200 миллиардов). Кипр устойчиво находится в тройке лидеров по уровню капиталовложений в российскую экономику. Это напрямую связано с льготным налогообложением на Кипре.
С 2008 года в России применяется льготное налогообложение дивидендов, если их получателями являются российские организации, имеющие дочерние компании с их стратегическим участием, находящиеся как за рубежом, так и в России. Министерство финансов РФ утвердило перечень государств, по отношению к которым эти нормы не применяются. К числу таких стран относился и Кипр. Кипрские власти называли этот список «чёрным» и считали его серьёзной проблемой. Минфином России и Минфином Кипра велись переговоры на предмет исключения Кипра из списка. Россия увязывала решение этого вопроса с заключением протокола к Соглашению об избежании двойного налогообложения от 05.12.1998 (16.04.2009 Протокол парафирован в окончательном виде). Кипр также должен быть более лоялен к России в отношении предоставления информации.
31 октября 2012 года «Российская газета» (№ 251) от 31.10.2012 г. опубликовала приказ Минфина России от 21 августа 2012 № 115н, зарегистрированный 25.10.2012 года в Минюсте России, согласно которому Республика Кипр исключается с 01.01.2013 из списка офшоров, утверждённого Приказом Минфина России от 13.11.2007 г. № 108н.
Приказом Минфина России от 21 августа 2012 г. № 115н «О внесении изменения в Перечень государств и территорий, предоставляющих льготный режим налогообложения и (или) не предусматривающих раскрытия и предоставления информации при проведении финансовых операций (офшорные зоны), утверждённый приказом Министерства финансов Российской Федерации от 13 ноября 2007 г. № 108н», страна была исключена из списка официальных офшорных зон для российского бизнеса. Изменения в данный список были внесены 25 октября 2012 г. Новая норма начала действовать с 1 января 2013 г.
В декабре 2008 г. правительство Украины предложило Верховной Раде денонсировать действующее до настоящего времени в отношении Украины Соглашение об избежании двойного налогообложения между СССР и Кипром, однако Верховная рада отклонила это предложение. По информации Министерства финансов Украины, в 2007 г. с Украины на Кипр было перечислено в виде доходов 4 млрд 817 млн 530 тыс. гривен. При этом потери государственного бюджета Украины от применения положений советско-кипрского соглашения об избежании двойного налогообложения составляли 722 млн 630 тыс. гривен.
8 ноября 2012 года Украина и Республика Кипр подписали Конвенцию об избежании двойного налогообложения и предотвращении уклонений от уплаты налогов на доходы, заменившею Соглашение между правительством СССР и правительством Республики Кипр об избежании двойного налогообложения доходов и имущества. Данная конвенция разрешает Украине взимать налоги с предприятий, зарегистрированных на Кипре, согласно украинскому законодательству — таким образом Украина отказалась от 30-летней практики предоставления налоговых льгот компаниям, зарегистрированным в данном государстве.

### Промышленность
Доля промышленности в валовом национальном продукте составляет 18 %. 1/3 стоимости промышленной продукции создаётся в добывающей промышленности и 2/3 — в обрабатывающей. Преобладают мелкие предприятия. Многие крупные предприятия, особенно горнодобывающей промышленности, принадлежат иностранному капиталу (главным образом английскому). Ведётся добыча медной руды (16,3 тыс. т, по содержанию металла, экспорт), железистых пиритов (57,6 тыс. т, экспорт), хромитов (41,3 тыс. т), асбеста (23,3 тыс. т, экспорт), соли, гипса, мрамора. В 2010 году объём валовой продукции горнодобывающей промышленности составил 90,4 млн евро, занятость в отрасли — 585 человек.
Электростанции (общей мощностью 204 тыс. кВт) работают на привозной нефти; в 1971 году производство электроэнергии 564 млн кВт∙ч. Развита пищевая (изготовление вина — 49,4 тыс. т в 1971 г., оливкового масла — около 1 тыс. т, фруктовых и овощных консервов и др.), табачная, текстильная, кожевенно-обувная и др. промышленность. Производство цемента (303 тыс. т в 1971 г.), нефтеперерабатывающий завод. Развито кустарно-ремесленное производство (изделия из керамики, металла и др.).
Промышленность Кипра имеет много экспортно-ориентированных отраслей. В 2010 году общий объём экспорта составил 475,4 млн евро — на 20,7 % больше, чем в 2009 году. Основные группы товаров, поставляемых в другие страны, в порядке значимости: фармацевтическая продукция, напитки и продукты питания, электроника, продукция перерабатывающей промышленности, машины и оборудование, металлы и продукция химической отрасли. Также Кипр экспортирует мебель, одежду, кожаные изделия и аксессуары для автомобилей.

### Сельское хозяйство
Сельское хозяйство даёт около 18 % валового национального продукта. Свыше 1/3 земель принадлежит государству, духовенству, крупным помещикам; основная масса хозяйств — мелкие и средние, крестьянские наделы (не превышают 6 га). Раздробленность и разбросанность земельных наделов препятствуют механизации сельского хозяйства. Ведущая отрасль сельского хозяйства — земледелие. Обрабатывается 66 % площади страны. Развитие земледелия зависит в значительной степени от ирригации. Около 12 % обрабатываемых земель имеют постоянное орошение. На поливных землях производится приблизительно 50 % всей сельскохозяйственной продукции.
Основные культуры: пшеница (посевная площадь 78 тыс. га, сбор 95 тыс. т), ячмень (72 тыс. га, 110 тыс. т), овёс, бобовые и бахчевые культуры, возделываемые на равнине Месаория и в районе г. Пафос, а также виноград (38 тыс. га, 185 тыс. т), культивируемый на южных и западных склонах гор и на побережье, цитрусовые (172 тыс. т) — преимущественно по побережью, рожковое дерево (35 тыс. т плодов), картофель, морковь, табак, миндаль, гранаты. Имеются насаждения оливковых деревьев (оливковое масло частично экспортируется) и рощи грецкого ореха. 4/5 сбора фруктов, овощей, технических культур идёт на экспорт. Животноводство отсталое, ведётся в горных районах. Разведение овец, коз, свиней, крупного рогатого скота. Развито шелководство. В прибрежных районах — лов рыбы и губок.

### Транспорт

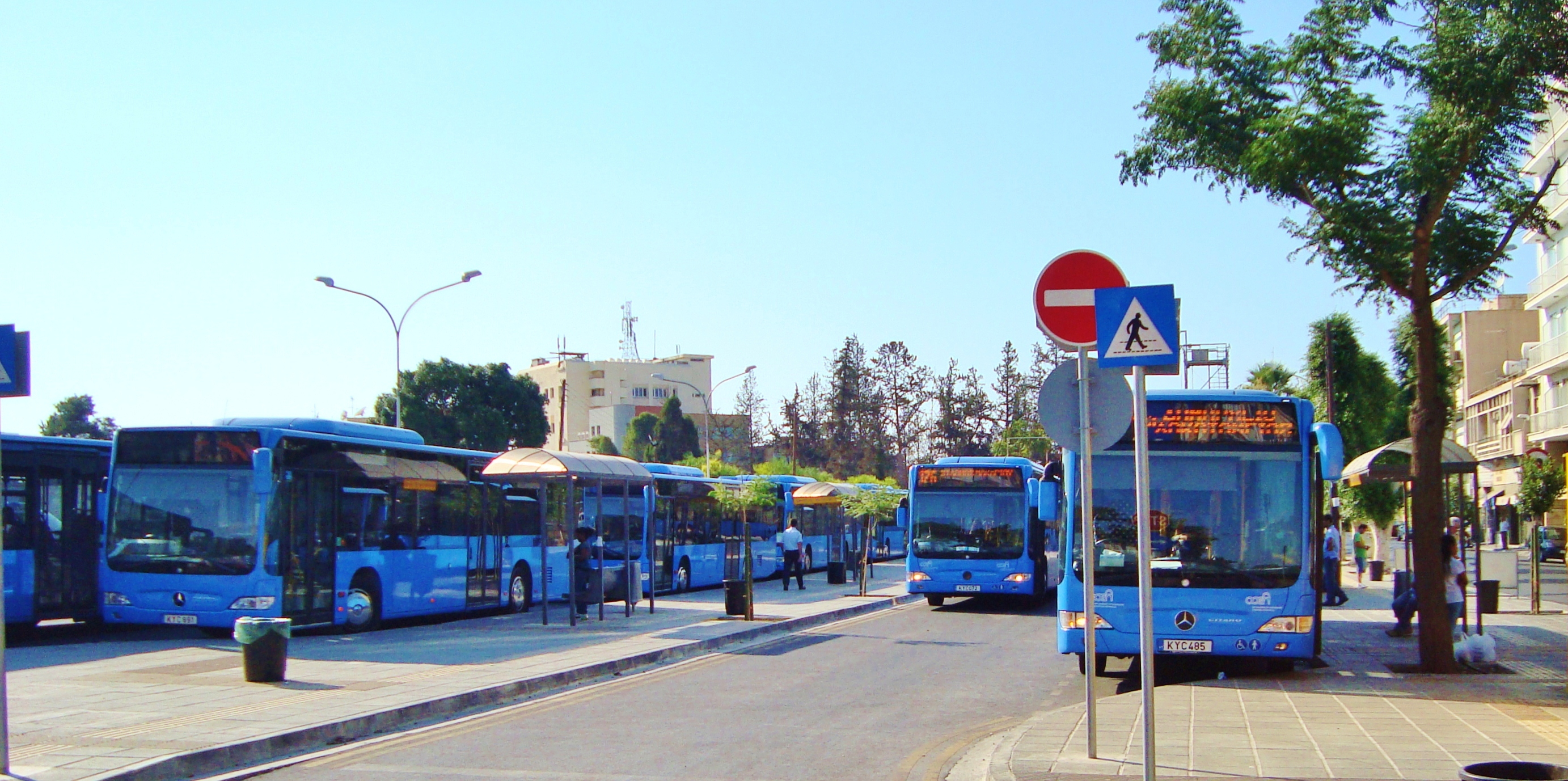
Кипр — одна из трех стран ЕС, в которых транспортные средства движутся по левой стороне дороги.

Британские колониальные власти построили на острове железную дорогу. Она открылась в 1905 году и насчитывала 39 станций и остановок, в том числе Фамагусту и Никосию. В 1951—1952 годах закрыта в связи с низкой окупаемостью.
Автодороги на Кипре делятся на основные, вспомогательные асфальтированные, просёлочные и автомагистрали (motorway). Движение — левостороннее. Основные 4 дороги проходят по южному побережью от Ларнаки до Лимасола и ведут в Никосию.
Общественный транспорт — автобусы и такси.

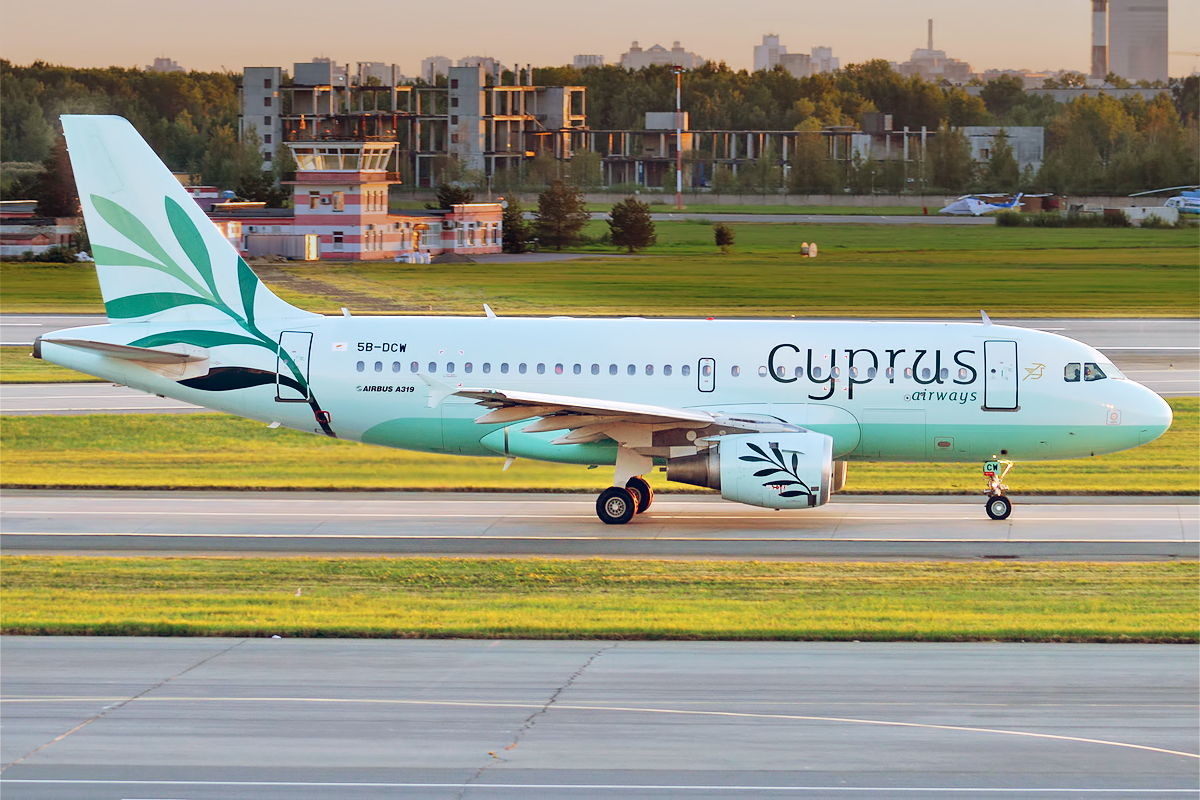
Airbus A319 Cyprus Airways

В Республике Кипр есть два международных аэропорта, Пафос (16 км от города) и Ларнака (2 км от города). Авиакомпания, обслуживавшая греческую часть острова — Сайпрус Эйрвейс (англ. Cyprus Airways) 9 января 2015 года была признана банкротом.
Charlie Airlines запустила регулярное сообщение Санкт-Петербурга и Тель-Авива с Ларнакой. Также доступны для покупки билеты на рейсы в греческие Родос и Ираклион. Кроме того, анонсированы перелёты, соединяющие с Кипром Грецию, Россию и Соединённое Королевство.
В аэропорт Эрджан (тур. Ercan) на Северном Кипре рейсы выполняют Turkish Airlines, AnadoluJet, Pegasus. Аэропорт Никосия в буферной зоне ООН заброшен и не работает.
Аэропорт Ларнака открыт в 1975 году и частично расположен на территории, ранее использовавшейся Великобританией как военная база.
Крупными морскими портами являются Лимасол и Ларнака. На Северном Кипре действующий порт — в г. Фамагуста.

## Средства массовой информации и телекоммуникации
Доминирующей телекоммуникационной компанией и интернет-провайдером является CYTA (греч. Αρχή Τηλεπικοινωνιών Κύπρου, ΑΤΗΚ, англ. CYprus Telecommunication Authority), находящаяся в собственности государства. В связи с либерализацией в 2003 году, в этом секторе появилось несколько частных компаний, для создания условий свободной конкуренции.

## Образование и наука
Всего на Кипре расположены шесть университетов: 3 государственных и 3 частных. К государственным относятся Кипрский университет, Открытый университет Кипра и Кипрский технологический университет. Помимо трёх частных университетов (Европейский университет Кипра, Кипрский университет им. Фредерика и Университет Никосии), существуют несколько институтов: Кипрская академия государственного управления, Высшая школа гостиничного бизнеса, Средиземноморский институт менеджмента и Кипрский международный институт менеджмента.

## Национальные праздники
- Новый Год — 1 января
- Крещение — 6 января
- Зелёный понедельник (начало поста, за 50 дней до православной Пасхи)
- День независимости Греции — 25 марта, не признан кипрским национальным праздником
- Национальный праздник Кипра — 1 апреля
- Великая пятница — с изменяющейся датой
- Пасха
- Пасхальный понедельник (понедельник после Пасхи)
- Пасхальный вторник (вторник после Пасхи)
- Международный День Труда — 1 мая
- Катаклизмос (фестиваль в честь Великого потопа), понедельник после Троицы
- Успение — 15 августа
- День независимости Кипра — 1 октября
- Национальный праздник Греции (День «ОХИ») — 28 октября, не признан кипрским национальным праздником
- Канун Рождества — 24 декабря
- Рождество — 25 декабря
- Святки — 26 декабря

## Кипрская кухня

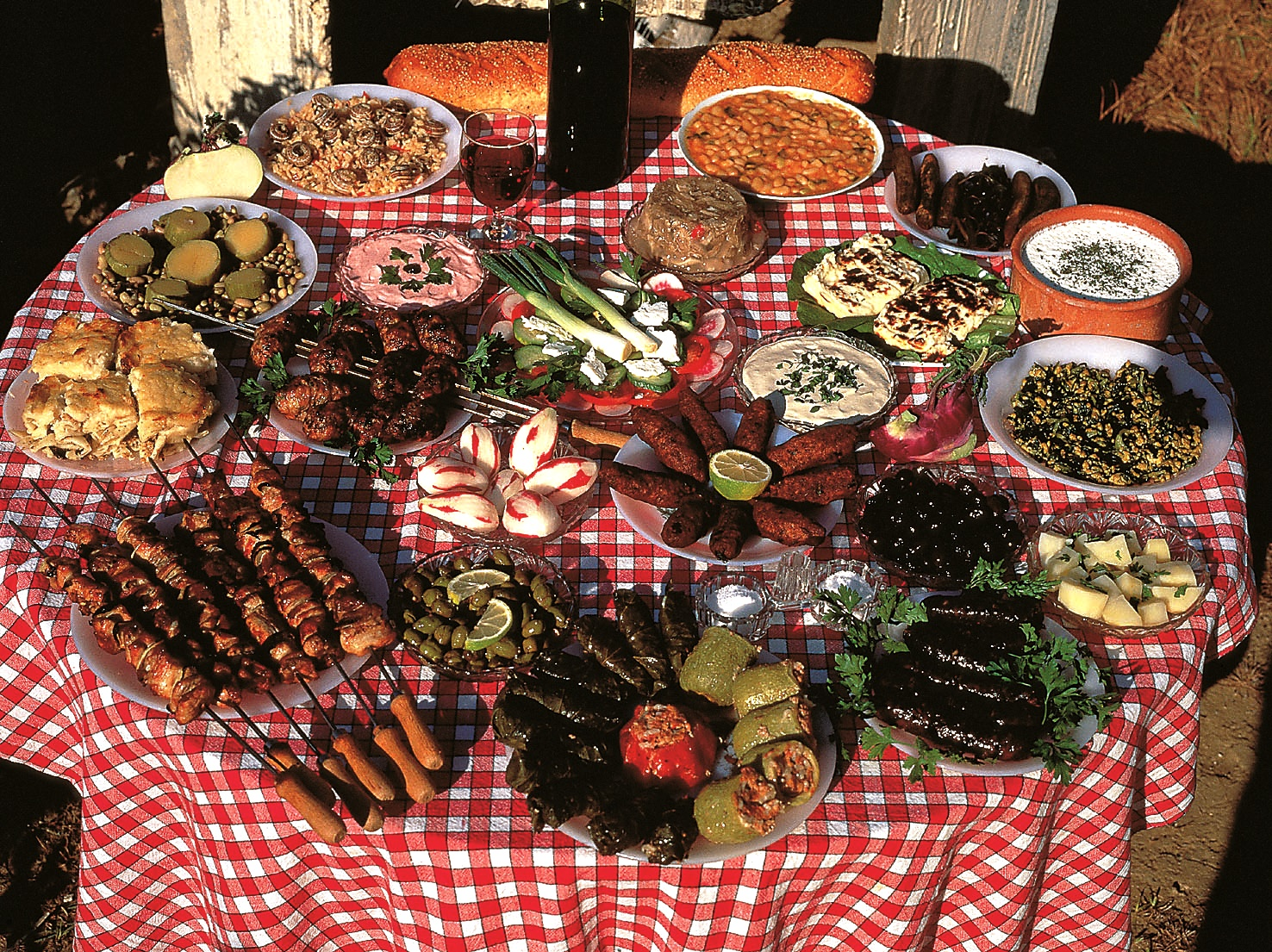
Кипрское мезе

В основе кухни Кипра лежат средиземноморские блюда, в первую очередь греческие и турецкие. В их число входит мезе (набор многочисленных закусок и блюд, объединённых одной темой — мясной или рыбной), распространённый и в Греции, и в Турции, и клефтико — запечённое мясо козы или ягнёнка. Но традиционным всё же является использование мяса коз.
Клефтико переводится как «ворованное мясо», так как раньше пастухи прятали украденное мясо в земле и готовили его, разводя костёр сверху. Сегодня это блюдо готовят в плотно закрытой печи. Благодаря методу приготовления мясо получается нежным и легко отходит от костей. Также традиционными являются блюда на мангале — сувла и сувлаки. Жаренные во фритюре котлеты кефтедес и шефталия (фарш с пряными травами и хлебным мякишем).
В число местных блюд из морепродуктов входят кальмары и осьминог в красном вине.
Из сладостей распространено варенье из местных фруктов, овощей и орехов — из грецких орехов в мягкой скорлупе, баклажанов, инжира и пр. Также киприоты считают своим блюдом чурчхелу (по-гречески «шушуко») — орехи, нанизанные на верёвки, и покрытые застывшим сиропом из виноградного сока, муки и розовой воды. В кулинарии активно используется розовая вода.
Кипрский кофе похож на кофе по-турецки — подаётся вместе с гущей и стаканом ледяной воды.
Корица имеет огромное значение в кипрской кухне — её добавляют практически во все блюда: сладости, мясо, котлеты, овощные рагу.
Известностью пользуется вино Командария, изготовление которого началось во времена крестоносцев. Популярны местные сорта пива КЕО и Леон.
Британское наследие в области кулинарии выражается в традиционных «английских завтраках» из яичницы с беконом и фасолью. В ряде баров пиво подаётся в английских пинтах.
Большой урон наносится популяциям мелких перелётных птиц (до 2 млн особей в год в начале 2010-х годов), которых употребляют в пищу, считая деликатесом (см. основную статью).

## Достопримечательности

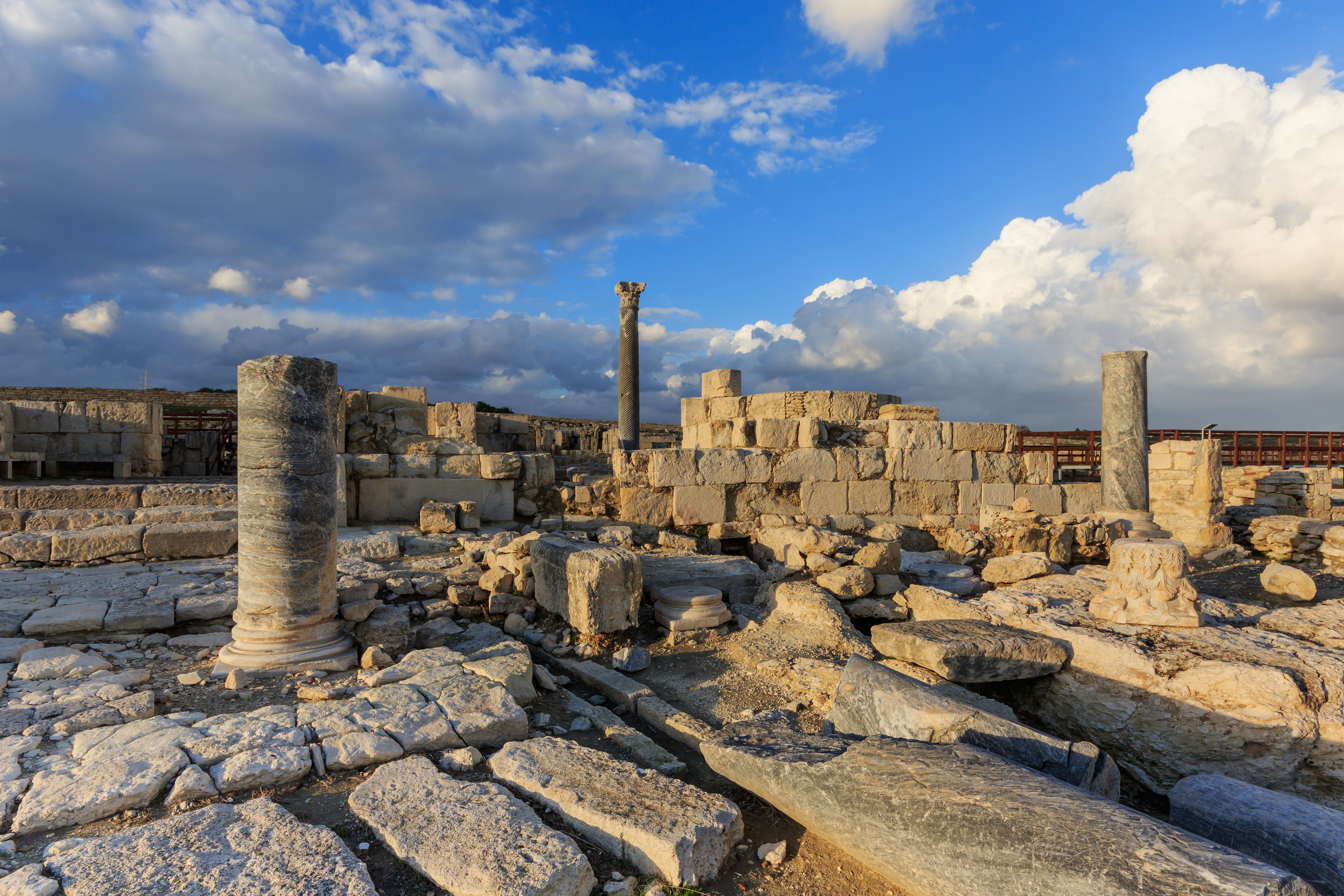
Античный город Курион

- Главные достопримечательности страны: могила Лазаря, гробница Хала Султан, Археологический музей древностей.
- В старой части Фамагусты есть крепость XIV—XV вв., в башне которой жил прототип шекспировского Отелло, венецианский полководец Христофор Моро.
- Близ Керинии — руины готического аббатства Беллапаис, Музей кораблекрушений.
- Монастырь Ставровуни, основанный, по преданию, в 327 году святой Еленой.
- Церковь Агиос Андроникос.
- Античный город Курион, поблизости от Лимасола
- Руины византийских и средневековых укреплений

### Туризм
Туризм — одна из главных статей национального дохода. За неё несёт ответственность Кипрская организация по туризму (англ. Cyprus Tourist Organization, CTO). В этом секторе трудится значительная часть населения, а прибыль, приносимая туризмом, является главным источником поступления иностранной валюты в бюджет республики. За последние 4 года число посещающих Кипр туристов увеличилось на 29 %, а прибыль от туризма — на 40 %.
Крупнейшие курорты:
- Ларнака
- Пафос
- Лимасол
- Айя-Напа
- Протарас
- Фамагуста (под контролем ТРСК).
- Кирения (под контролем ТРСК).

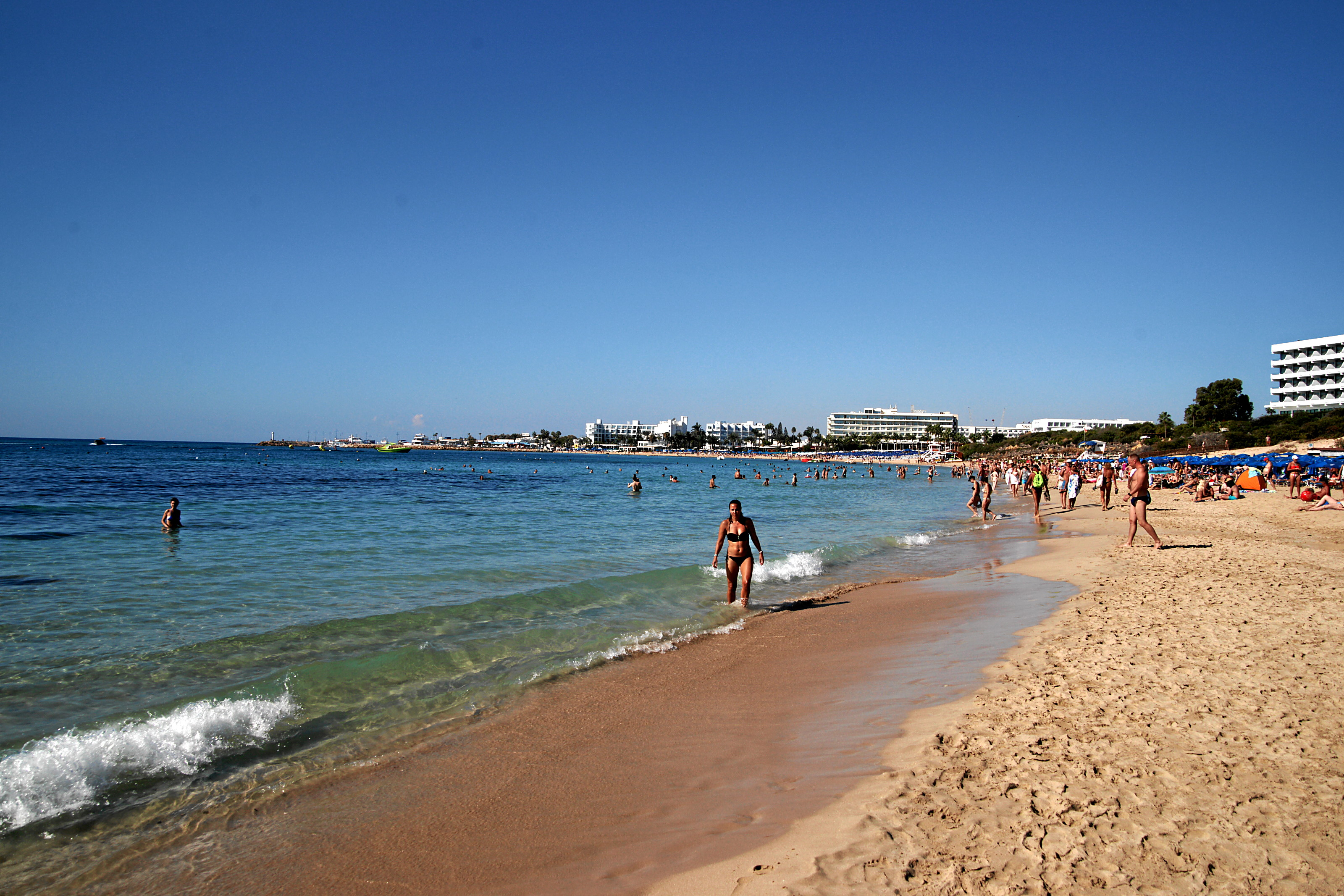
Пляж Айя-Напы

Многие пляжи Кипра награждены Голубым флагом Евросоюза за экологическую чистоту и инфраструктуру. Большинство этих пляжей муниципальные, аренда шезлонгов и зонтиков от солнца на них платная.
Город Никосия (Лефкосия) — столица и крупнейший город Кипра. Он расположен в центре острова, и разделён «зелёной линией» (англ. Green line) — буферной зоной между южным и северным Кипром. Северная часть города является также столицей Турецкой Республики Северного Кипра.
Второй по величине город Кипра — морской порт Лимассол, основанный в византийские времена. К западу от него находится британская суверенная база Акротири.
Из курортов Кипра Айя-Напа является центром клубной жизни и ориентирован в основном на молодёжь. Для семейного отдыха служит, в основном, Пафос и Протарас. Пляжи Лимассола покрыты тёмным песком преимущественно вулканического происхождения. Пляжи Айя-Напы и Протараса отличаются белым песком. Побережье Пафоса, в основном, скалистое.
Город Пафос включён в список мирового культурного наследия ЮНЕСКО, и также известен тем, что вблизи от него находится бухта Афродиты. По легенде, в этом месте богиня любви и красоты родилась из пены морской.
Достопримечательности Кипра представляют собой смесь различных эпох — византийский замок Колосси, в котором Исаак Комнин укрывался от крестоносцев, церковь, в которой Ричард I Львиное Сердце венчался с принцессой Беренгарией Наваррской, венецианские крепости, британское левостороннее движение.
Основной достопримечательностью на севере острова является Фамагуста со средневековой Башней Отелло, и «городом-призраком» (квартал Вароша). Географическая близость к ряду средиземноморских стран позволяет проводить для туристов морские круизы в Египет, Израиль, остров Родос или Иорданию.
Круизные лайнеры отправляются из морских портов Ларнака и Лимасол, и соответствуют 3-5 звёздочным отелям. Время круиза обычно около двух дней. При прибытии в Израиль для граждан РФ действует безвизовый режим.
Автомобили, сдаваемые в аренду туристам, имеют красные номера, которые начинаются с буквы Z. Водитель должен быть не моложе 25 и не старше 70 лет и иметь водительский стаж не менее трёх лет (в частных прокатных конторах эти требования нередко снижены до 18 — 70 лет и двух лет стажа). Следует помнить, что движение на Кипре левостороннее. На острове много круговых развязок, преимущество имеет находящийся на круге автомобиль. Все водители в обязательном порядке пропускают пешеходов, движущихся по пешеходному переходу. В таких городах как Никосия, Ларнака и др. можно попасть в пробки; также могут быть трудности с бесплатной парковкой.
К британскому наследию относится, помимо левостороннего движения, стандарт электропитания — розетки трёхштырьковые (один из них — заземление, аналог бокового контакта евровилки), но с напряжением 240 В, как было в Великобритании (сейчас в Великобритании 230 В).
Местное население традиционно придерживается православного христианства. На острове насчитывается большое количество православных церквей, в продаже — множество православных икон. К числу достопримечательностей Кипра относятся и православные святыни, такие как гробница Святого Лазаря в Ларнаке.
Банки на Кипре работают только в будние дни, с 8:30 до 13:30. Большинство магазинов на острове не работают в среду после обеда, а у всех парикмахерских в четверг — выходной день. На время туристического сезона многие продавцы (например, сеть Debenhams) переходят на продлённый режим работы.
В отношениях между двумя общинами сохраняется определённая напряжённость. При общении с греками-киприотами не рекомендуется упоминать о турецкой оккупации северной части столицы. Особенно болезненной темой является «город-призрак» Вароша.
Фотографировать погранзону между греческим и турецким секторами, военнослужащих и военные объекты запрещается.
Среди этнических греков на Кипре живут понтийские греки-репатрианты из бывшего СССР.